# Jablanica (Sztruga)
Jablanica (macedónul: Јабланица) település Észak-Macedóniában, a Délnyugati körzetben, Sztruga községben.

## Népesség
| Lakosok száma | 1188 | 1300 | 1488 | 1393 | 1187 | 818  | 741  | 553  | 308  |
|               | 1948 | 1953 | 1961 | 1971 | 1981 | 1991 | 1994 | 2002 | 2021 |

2002-ben 553 lakosa volt, akik közül 545 macedón, 1 szerb és 7 egyéb.